# Духовність (видання)
«Духовність» — інтернет-видання, яке створене Інститутом екуменічних студій Українського католицького університету та суспільно-політичною газетою «Високий замок» (м. Львів) у жовтні 2010 року. Видання висвітлює ключові події та явища суспільно-релігійного життя не лише України, але й світу. Проєкт створено на базі світських ЗМІ і спрямовано до його кола читачів. Тому видання говорить до читача зрозумілою мовою про складні церковні події та явища, розраховане на активного, свідомого, освіченого читача, який хоче знати більше про духовне життя світу та України.
На сайті розміщено інформацію про відомих постатей та їх життя, цікаві громадські ініціативи. У рубриці «Невидимі перемоги» висвітлюються неординарні вчинки людей, що допомагають тисячам людей у різних куточках світу.
Одну з рубрик створені у партнерстві з французькою асоціацією «Репортери надії» («Reporters d'Espoirs»).

## Особливості видання
- є християнським виданням екуменічного характеру, яке відкриває вікно у світ міжнародних релігійних подій;
- акцентує увагу на життя і діяльність людей, що живуть духовним життям та змінюють людство на краще;
- інформує про перебіг міжконфесійних переговорів, церковних діалогів між різними християнськими спільнотами;
- пропонує свіжий погляд, запал, факти та новизну у кожному номері;
- акценти на християнське життя, віру, цінності, пошук надії у світі серед безлічі проблем, поширення якісної інформації про суспільні, релігійні ініціативи християн.

Мова видання: українська, російська.

## Рубрики порталу
- Об'єктив духовності
- Невидимі перемоги
- Ініціативи
- Постаті
- Духовна демократія
- Діалоги
- Книги
- Особистість року

## Видання у ЗМІ
- Стартувало нове християнське Інтернет-видання «Духовність» [Архівовано 4 листопада 2011 у Wayback Machine.] — Релігійно-інформаційна служба Україна, 09.11.2010
- У Львові стартувало нове Інтернет-видання «Духовність»[недоступне посилання з липня 2019] — Zaxid.Net, 08.11.2010
- Інститут Екуменічних Студій запустив інтернет-видання «Духовність» — Ресурсний центр «Гурт», 08.11.2010